# Porąb (województwo mazowieckie)
Porąb – wieś sołecka w Polsce, położona w województwie mazowieckim, w powiecie mińskim, w gminie Stanisławów.
| SIMC    | Nazwa      | Rodzaj    |
| ------- | ---------- | --------- |
| 0690074 | Katarzynów | część wsi |
| 0690080 | Marcelin   | część wsi |

W latach 1975–1998 miejscowość administracyjnie należała do województwa siedleckiego.
Wierni Kościoła rzymskokatolickiego należą do parafii Matki Bożej Fatimskiej w Mistowie.